# 로버트 리플리
로버트 리로이 리플리(Robert LeRoy Ripley, 1890년 12월 26일 ~ 1949년 5월 27일)는 미국의 만화가, 사업가, 인류학자, 야구선수이다. 《리플리의 믿거나 말거나》를 만든 것으로 잘 알려져 있다. 1908년 만화 Life를 출판했으며 <리플리의 믿거나 말거나>를 설립한 해인 1913년까지는 야구선수로 활동했었다.